# پارک ملی بوکل
پارک ملی بوکل (به لاتین: Boucle du Baoulé National Park) یک پارک ملی در مالی است.